# Land War
Als Land War (englisch für „Krieg um Land“, irisch Cogadh na Talún) wird der Kampf der Irish National Land League für Landreformen und für die Rechte der Pächter in Irland in den 1870er, 1880er und 1890er Jahren bezeichnet. Obwohl die Bezeichnung dies suggeriert und es bisweilen zu gewalttätigen Zusammenstößen kam, handelte es sich nicht um einen Krieg im eigentlichen Sinne.

## Kontext und Vorgeschichte
Irland stand zu jener Zeit unter britischer Herrschaft, der Boden in Irland gehörte englischen Großgrundbesitzern (Landlords). Die irischen Bauern bestellten als Pächter das Land, mussten oft eine hohe Pacht bezahlen und lebten in bitterer Armut, welche in der Hungersnot von 1845–1849 ihren Höhepunkt erreichte und viele Iren in die Emigration (insbesondere in die USA) trieb.
1879 fiel vor allem im Westen Irlands die Kartoffelernte erneut schlecht aus (→Hungersnot in Irland 1879). Viele der betroffenen Bauern hatten in ihrer Kindheit die große Hungersnot miterlebt und fürchteten, dass ihnen und ihren Kindern nun das gleiche Schicksal widerfahren würde. Diese Furcht trug dazu bei, die Bereitschaft zum ggf. auch militanten Widerstand gegen Armut und Unterdrückung zu erhöhen.
Nachdem bereits verschiedene örtliche Land Leagues entstanden waren, gründete vor diesem Hintergrund Michael Davitt in Zusammenarbeit mit Charles Stewart Parnell die Irish National Land League, um den Anliegen der Pächter zum Durchbruch zu verhelfen. Diese Anliegen wurden in den Three Fs („Drei Fs“) zusammengefasst: fair rent (keine überhöhten Pachtzahlungen), fixity of tenure (langfristige Pachtverträge, keine Vertreibungen) und freedom of sale (Verkaufsfreiheit).

## Verlauf

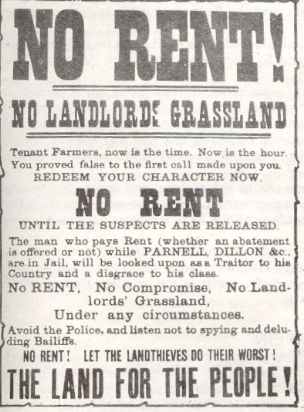
Plakat der Land League

Die Forderungen der Pächter und der Land League stießen natürlich auf den Widerstand der Landlords. So versuchte die Land League, die Landlords zum Einlenken zu zwingen, indem sie eine „faire“ Pacht festlegte und daraufhin ihre Mitglieder ermutigte, diese von den Landlords einzufordern. Sollten diese ablehnen, sollte die Pacht direkt an die Land League gezahlt werden, die das Geld solange unter Verschluss hielt, bis der Landlord einlenken würde. Das erste Ziel war der katholische Kanoniker Ulick Burke, der seinen Pächtern die Pacht um 25 % reduzieren musste.
Berühmt wurde die Verweigerung der Erntearbeit der Pächter 1880 im Gebiet von Lough Mask im County Mayo, wodurch der örtliche Gutsverwalter Charles Cunningham Boycott in der Öffentlichkeit bloßgestellt wurde und schließlich einlenken musste. Sein Name prägte sich als Inbegriff einer kollektiven Verweigerungshaltung ein; der Begriff „Boykott“ ist ein Erbe des Land War.
Viele Landlords wehrten sich auch gewaltsam; die Royal Irish Constabulary, obwohl hauptsächlich aus Iren bestehend, stellte sich auf die Seite der Landlords, und die britische Armee wurde eingesetzt. Die Anhänger der Land League wehrten sich ihrerseits manchmal militant gegen die damals verbreiteten Vertreibungen, bisweilen kam es zu Angriffen auf Landlords und deren Besitztümer. Es gab Tote auf beiden Seiten.

## Folgen
Innerhalb dreier Jahrzehnte erreichte die Land League ihr Ziel. Es wurden Gesetze zugunsten der Pächter erlassen (Land Acts) und in deren Rahmen eine Irish Land Commission gegründet, und mit dem Wyndham Land Purchase Act von 1903 kam der irische Boden schließlich wieder in den Besitz der irischen Bauern.